# 스티그 다게르만

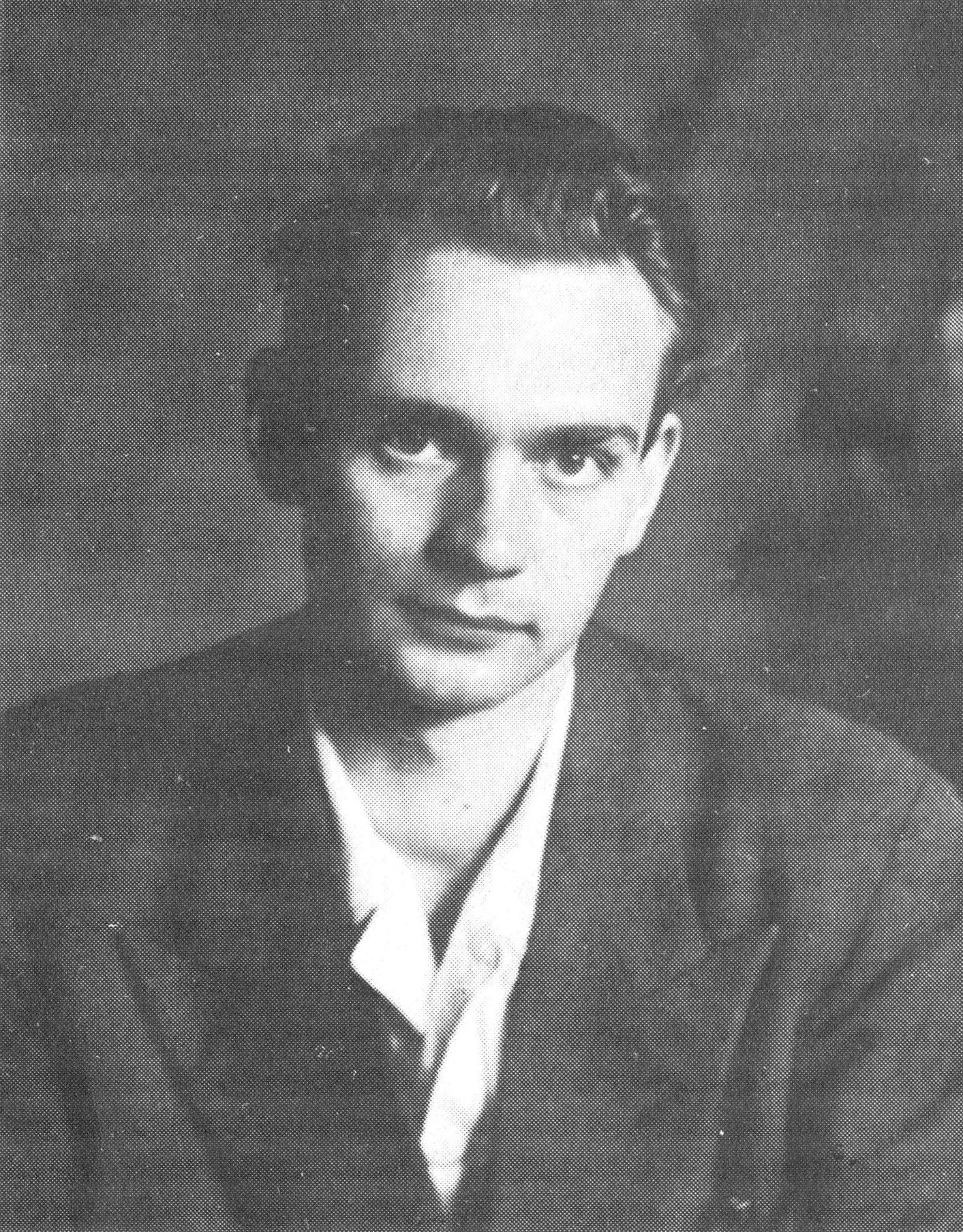
1940년대의 스티그 다르게만

스티그 다게르만(Stig Halvard Dagerman, 1923년 10월 5일 ~ 1954년 11월 4일)은 스웨덴의 작가이다. 제2차 세계대전 중 스웨덴에 나타나 귀재(鬼才)라는 별명을 얻었으나 곧 사라졌다. 스톡홀름 대학에서 문학사와 미술사를 배웠으나 이보다 앞서 이미 신디칼리즘(노동조합)의 신봉자가 되어서 그 기관지인 <노동자>에서 활동을 했는데 그의 출세작 <뱀>(1945)은 포크너와 카프카의 영향 아래 신디칼리즘의 입장에서 문명에 대한 비관적 비판을 한 것으로 유명하다. 그의 작품의 수법은 초기에는 몽환적(夢幻的)이고 비유적(比喩的)이었으나 차츰 심리적 리얼리즘으로 바뀐 것이 특징이라 하겠다. 그의 소설로는 <재판받은 사람들의 섬>(1946), <밤의 유희> <화상을 입은 아이>(1948), <말썽 많은 결혼식>(1949)이 있고 이 밖에 <사형수>(1947), <마르트의 그림자> <누구에게도 자유는 없다>(1949) 등의 희곡이 있다.